# Rax
A Rax hegység vagy Raxalpe Ausztriában, Alsó-Ausztria és Stájerország tartományok határán emelkedik. Legmagasabb pontja a 2007 méter magas Heukuppe. Északi szomszédjával, a Schneeberggel (2076 m) alkotja a Rax–Schneeberg-csoportot, amelyet a mély Pokol-völgy (Höllental) választ ketté. A határhoz való közelsége miatt a magyarok körében is kedvelt kiránduló- és sziklamászóhely.
Ausztria első sífelvonója (aminek építése 1925-ben kezdődött), a Rax-felvonó (Raxseilbahn) a hegy északkeleti lábánál fekvő Hirschwang mezővárosból szállítja a turistákat 1500 méteres magasságba. A terület különösen kedvelt célpontja az Alsó-Ausztriából és Bécsből érkező túrázóknak és hegymászóknak.

## Menedékházak
- Raxseilbahn hegyi állomás, 1540 m
- Ottohaus, 1640 m
- Gloggnitzer kunyhó, 1548 m
- Habsburg ház, 1785 m
- Karl Ludwig ház, 1804 m
- See kunyhó, 1643 m
- Waxriegelhaus 1361 m
- Wolfgang Dirnbacher kunyhó, 1477 m

## Fordítás
Ez a szócikk részben vagy egészben  a   Rax című angol Wikipédia-szócikk ezen változatának fordításán alapul.  Az eredeti cikk szerkesztőit annak laptörténete sorolja fel. Ez a jelzés csupán a megfogalmazás eredetét és a szerzői jogokat jelzi, nem szolgál a cikkben szereplő információk forrásmegjelöléseként.